# Hledání ztraceného času
Hledání ztraceného času (francouzsky: À la recherche du temps perdu) je sedmidílný román a nejvýznamnější dílo francouzského spisovatele Marcela Prousta (1871–1922). Za druhý díl obdržel Proust v roce 1919 Goncourtovu cenu. Za definitivně dokončené se považují pouze první čtyři svazky, u kterých autor stihl před svou smrtí zapracovat všechny korektury. Román, který vznikal od roku 1908 a s přestávkami byl upravován až do Proustovy smrti v roce 1922, podává podrobný obraz vyšší francouzské společnosti na přelomu 19. a 20. století.

## Členění

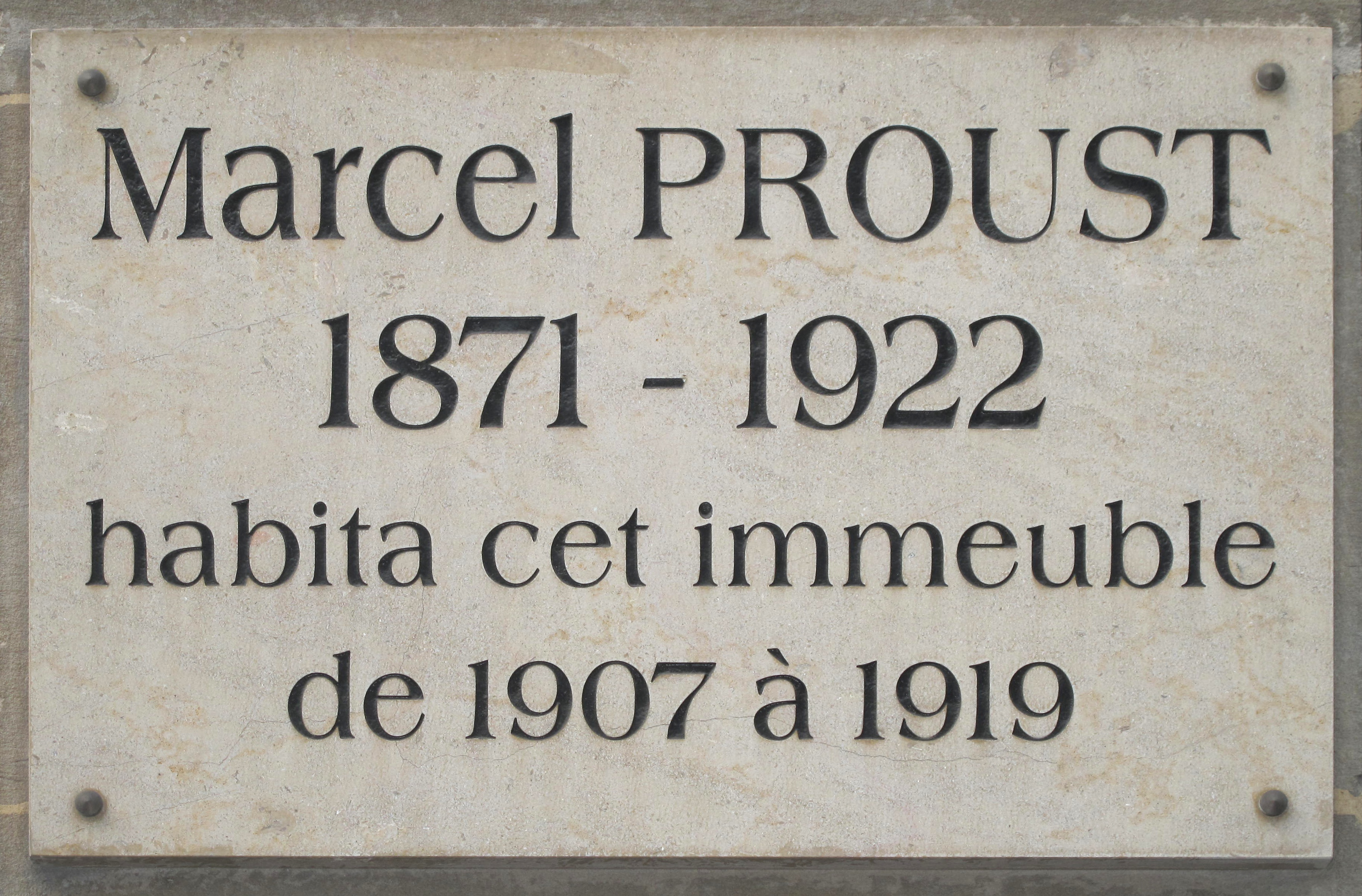
Značnou část románu Marcel Proust napsal ve svém pařížském bytě, Boulevard Haussmann č. 102. Pamětní deska připomíná, že Proust v tom domě bydlel v letech 1907 až 1919.

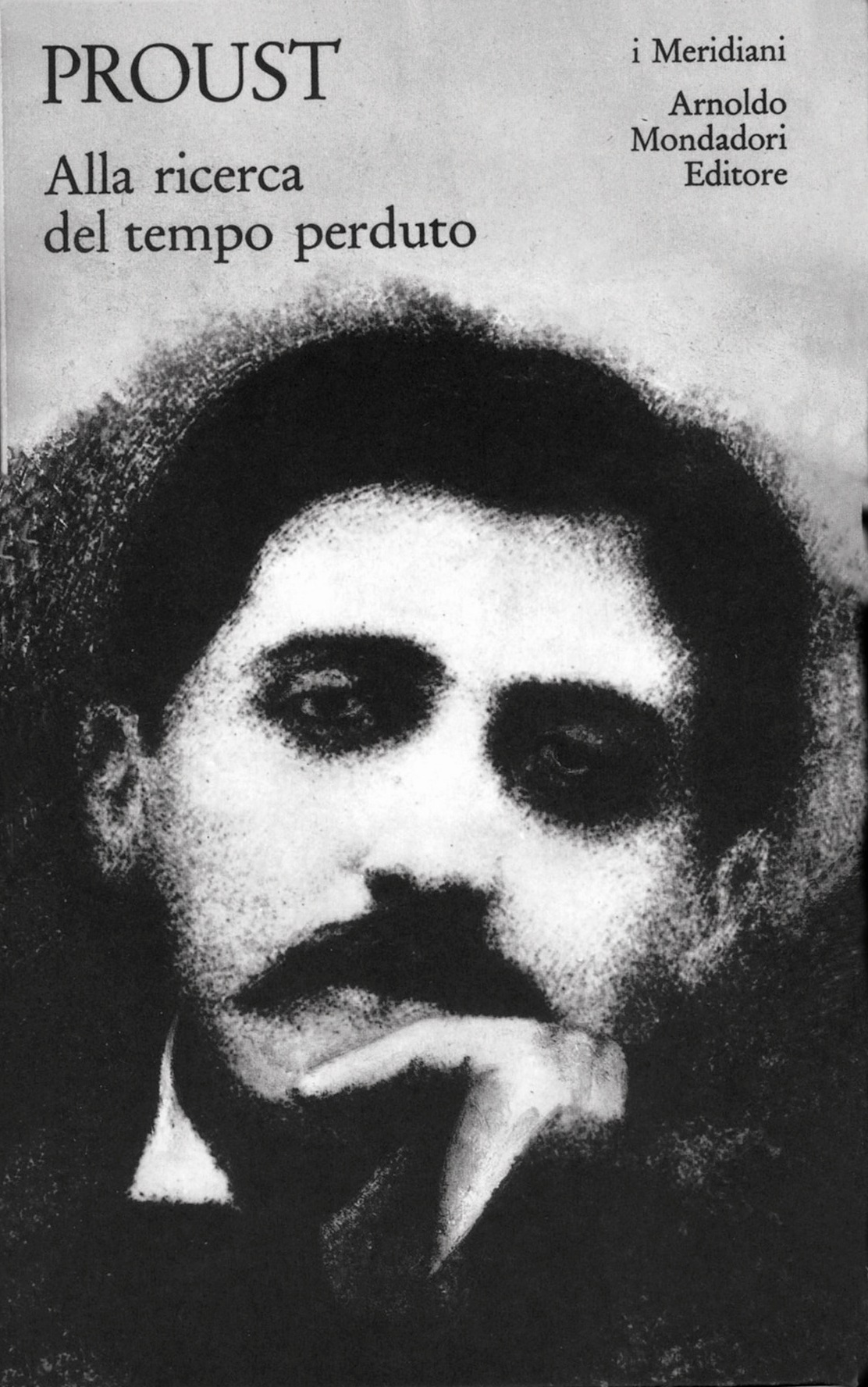
Italské vydání, Merdiani, Mondadori, 1983.

Román je rozdělen do sedmi dílů, z nichž tři byly vydány až po autorově smrti. České názvy dílů vycházejí z druhého překladu románu ve vydavatelství Odeon 1979–1988.
- Du côté de chez Swann (Svět Swannových), 1913
  - části: Combray, Swannova láska, Jména míst: Jméno
- À l'ombre des jeunes filles en fleurs (Ve stínu kvetoucích dívek), 1918
  - části: Kolem paní Swannové, Jména míst: Místo
- Le Côté de Guermantes (Svět Guermantových), 1920/21
  - dvě bezejmenné části, druhá členěná na dvě kapitoly
- Sodome et Gomorrhe (Sodoma a Gomora), 1921/22
  - dvě bezejmenné části, druhá členěná na čtyři kapitoly
- La Prisonnière (Uvězněná), 1923
- Albertine disparue (Zmizelá Albertina), 1925 (originální název zněl La fugitive – Uprchlá)
- Le Temps retrouvé (Čas znovu nalezený), 1927

| „                 | ... život nás natolik zklamává, že nakonec věříme, že literatura s ním nemá nic společného, a jsme pak ohromeni, když vidíme, že ty vzácné představy, které nám předvedly knihy, zcela náhodně, zcela přirozeně a beze strachu ztratí svoji originalitu, vystavují se na odiv přímo uprostřed každodenního života ... | “ |
| — VI. díl, s. 380 | |   |

## Vznik románu
Některé myšlenky i pasáže, které obsahuje Hledání ztraceného času, se vyskytují již v raných Proustových dílech, např. ve sbírce drobných prací Les Plaisirs et les Jours,

kterou vydal vlastním nákladem v roce 1896, románu Jean Santeuil (ten byl objeven až po autorově smrti a vydán roku 1952) a sbírce esejů Contre Saint-Beuve (1954).

Samotné dílo začalo vznikat v letech 1908/1909 a poté byly jednotlivé části upravovány a doplňovány až do roku 1922, kdy Proust zemřel. Román sám byl psán na přeskáčku, takže poslední část posledního dílu byla napsána hned po dokončení první kapitoly prvního dílu
a také další části byly mnohokrát autorem přesouvány, doplňovány, kráceny, upravovány nebo spojovány.
Na konci roku 1912 zaslal Proust rukopis prvního dílu vydavatelství Nouvelle Revue Francaise, které vedl v té době André Gide, byl však odmítnut. Obdobně záporně dopadl i u dalších dvou nakladatelů. V roce 1913 proto knihu vydal vlastním nákladem. Po osmi týdnech od vydání obdržel dopis Andrého Gida, ve kterém se Proustovi omluvil za odmítnutí rukopisu. Další díly vyšly až po první světové válce. V roce 1918 byl vydán druhý díl Ve stínu kvetoucích dívek, za který byl Proust v následujícím roce oceněn Goncourtovou cenou. V letech 1920–1922 vycházejí jednotlivé části 3. a 4. dílu. Krátce po vydání druhé části Sodomy a Gomory Marcel Proust umírá a editorem jeho díla se stává bratr Robert Proust.
Poslední části byly publikovány podle rukopisu, který zůstal ve stavu náčrtu. Proto se také v jejich vydání objevuje několik málo nejasností a rozporů s událostmi popisovanými v předchozích dílech, neboť autor neustále kolísal mezi různými verzemi ve vývoji děje.

## Významné postavy
- vypravěč
- jeho matka
- jeho babička
- Albertina
- Františka, služebná
- Charles Swann

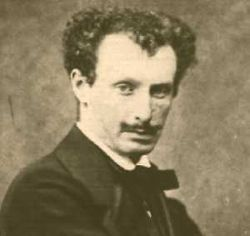
Charles Haas, který se stal předobrazem Charlese Swanna

- Odette de Crécy, Swannova milenka, později manželka
- Gilberte Swannová, jejich dcera
- Robert de Saint-Loup
- baron de Charlus
- vévodkyně de Guermantes
- paní Verdurinová

## Předobrazy románových postav

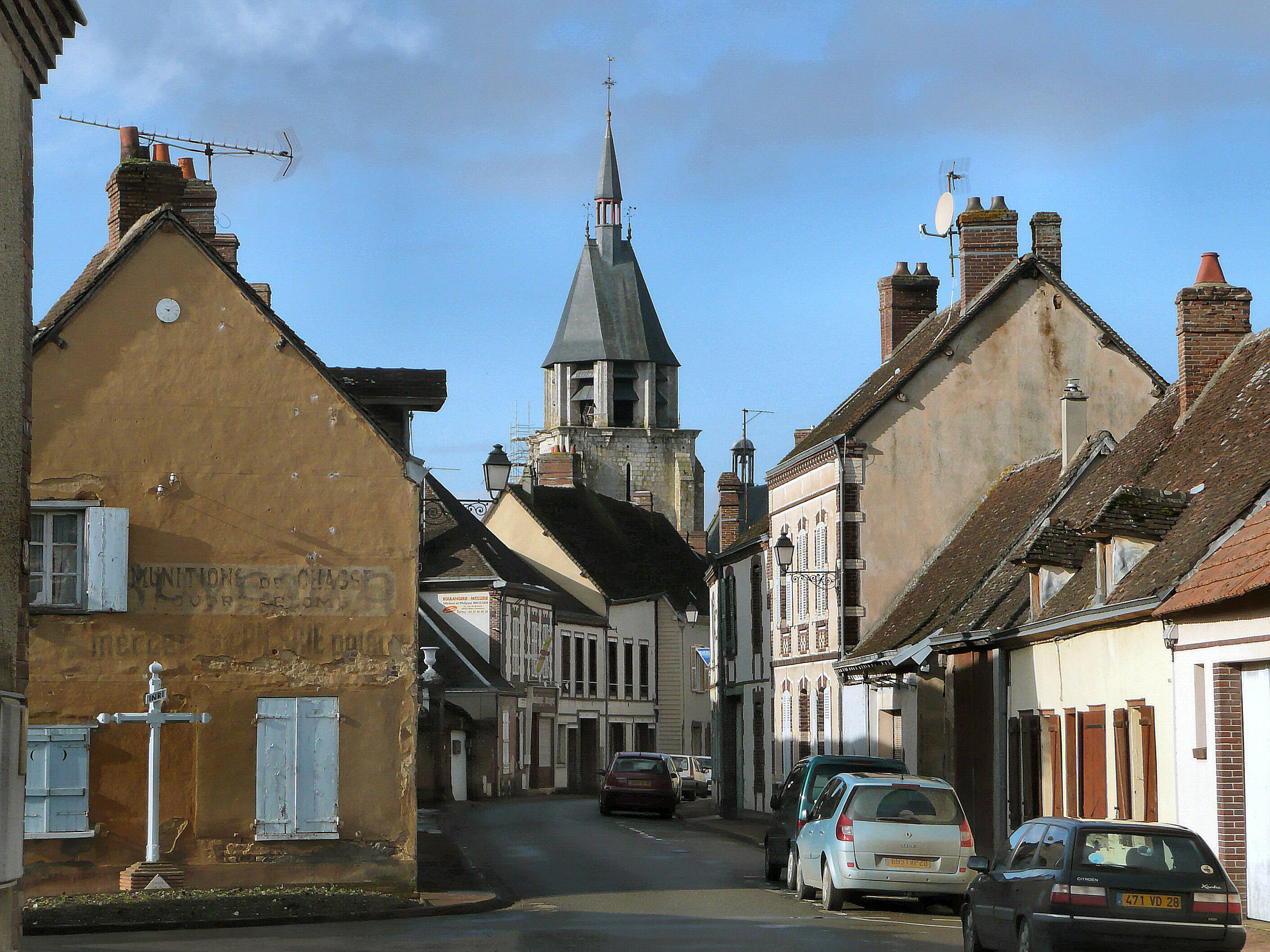
Městečko Illiers, které Proust popisuje jako Combray, bylo na spisovatelovu počest roku 1971 přejmenováno na Illiers-Combray

Hledání ztraceného času obsahuje autobiografické prvky, a proto některé postavy mají své reálné vzory – významné společenské osobnosti té doby, se kterými se Proust znal osobně. Pro postavu Charlese Swanna, který je hlavní postavou části prvního dílu, byl inspirací významný burzovní makléř Charles Haas (1833–1902). Básník Robert hrabě de Montesquiou (1855–1921) má některé rysy postavy barona de Charlus. Spisovatel Bergotte zase připomíná romanopisce Anatola France. Jiné postavy mají více reálných předobrazů. Vypravěčův přítel Robert de Saint-Loup má rysy Proustových přátel z vysoké aristokracie – Bertranda de Fénelona a vévody d'Albuféry. Oriana vévodkyně de Guermantes má některé vlastnosti jednak Geneviève Halévy (1849–1926), vdovy po hudebním skladateli Georgeovi Bizetovi a rovněž aristrokratky Élisabeth de Riquet de Caraman-Chimay (1860–1952). Ovšem mnohé postavy mají vlastnosti i samotného Marcela Prousta. Ať už je to žárlivost Charlese Swanna, homosexualita barona de Charlus nebo záliba v citování antických božstev vypravěčova židovského přítele Blocha. Pochopitelně nejvíce Proustových vlastností získala samotná postava vypravěče.

## Děj
Román je vyprávěn v ich-formě, vypravěčem, který je příslušníkem pařížské buržoazie. Hlavní děj románu se odehrává ve Francii na přelomu 19. a 20. století.

### Svět Swannových
Hledání ztraceného času začíná vzpomínkou na dětství strávené ve venkovském městečku Combray, kam vypravěčovi rodiče jezdili na léto k příbuzným. Zde poznává milovníka umění Charlese Swanna a jeho manželku Odettu, bývalou kurtizánu a místní šlechtickou rodinu Guermantes, kteří budou v jeho pozdějším životě hrát významné role. Druhá část se odehrává o několik let dříve, před tím, než se vypravěč narodil, a popisuje setkání Swanna s Odettou a jeho city k ní. Tuto část je možné pojímat i jako samostatné dílo bez vztahu k ostatním částem románového cyklu, neboť není vyprávěno v ich-formě a vypravěč se v něm nevyskytuje. Ve třetí, nejkratší části touží vypravěč po cestování.

### Ve stínu kvetoucích dívek

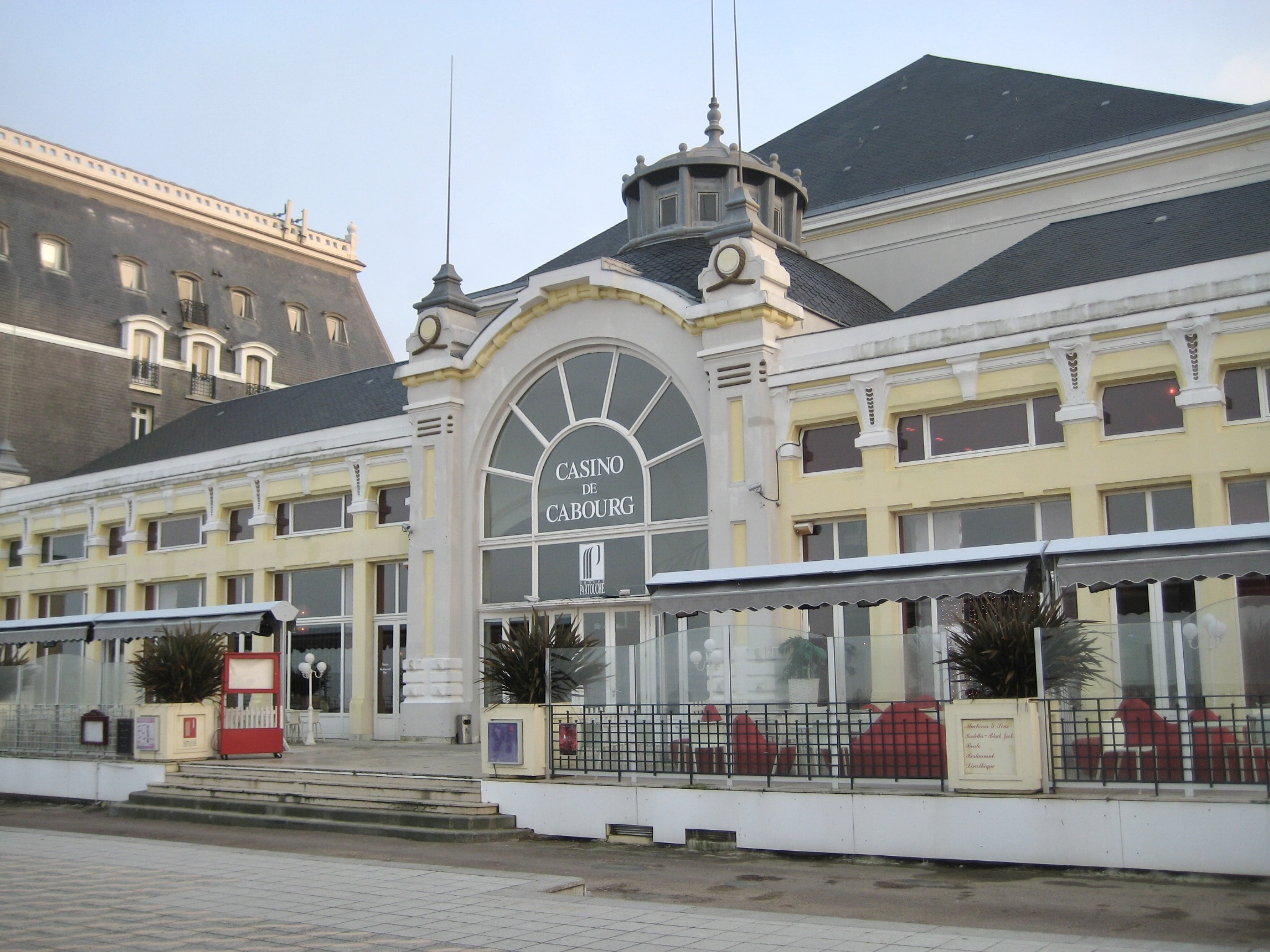
Městečko Cabourg v Normandii se stalo předlohou letoviska Balbec

Návštěva divadla u vypravěče vzbudí zájem o umění a chce se stát spisovatelem. Ovšem jeho špatný zdravotní stav i jeho lenost mu zabrání vytvořit literární dílo. Poté je představen rodině Swannových a seznámí se s jejich dcerou Gilbertou.
Ve druhé části navštíví vypravěč se svou babičkou v létě přímořské letovisko Balbec (předlohou bylo městečko Cabourg v Normandii), kde pozná skupinu mladých dívek. Do jedné z nich jménem Albertina se zamiluje. Spřátelí se rovněž s Robertem markýzem de Saint-Loup, který je příbuzný s rodinou Guermantes, takže se již zde necítí tak osamělý.
| „                | ...rozum, úvaha i cit jsou neschopny provést sebemenší názorovou změnu, rozřešit jedinou z obtíží takové změny, kdežto život ji potom tak snadno rozuzlí a ani se neví, jak to zařídil. | “ |
| — II. díl, s. 78 | |   |

### Svět Guermantových
Vypravěčova rodina se přestěhuje do mondénní pařížské čtvrti Saint-Germain a vypravěč se dostává do kruhů vyšší pařížské aristokracie. Je pozván na návštěvu salónu ke kněžně de Guermantes. Zde fascinovaně pozoruje účastníky. V románu se objevují ozvuky Dreyfusovy aféry, ale vypravěč si od ní udržuje odstup. Vypravěčova babička prodělá záchvat mrtvice a posléze umírá. Vypravěč jde navštívit barona de Charlus, ten se s ním však pohádá.

### Sodoma a Gomora
Hlavní postavou tohoto dílu je baron de Charlus, o němž vypravěč na počátku knihy zjistí, že je homosexuál.
| „                 | Ale jestliže pan de Charlus nepřišel, byli v podstatě skoro zklamaní, že cestují jen ve společnosti lidí, kteří jsou jako všichni ostatní, a že nemají s sebou tu namalovanou, břichatou a uzavřenou osobnost, připomínající nějakou krabici exotického a podezřelého původu, z níž vychází zvláštní vůně ovoce, nad kterým by se člověku mohl zvednout žaludek už jen při pouhé představě, že by ho ochutnal. | “ |
| — IV. díl, s. 447 | |   |

### Uvězněná
Po různých milostných aférách se Albertina stane vypravěčovou milenkou a nastěhuje se do jeho bytu. Ovšem jejich vztah je poznamenán vypravěčovou žárlivostí. Vývoj svých pocitů popisuje do nejmenších podrobností.
Na samém závěru od něj Albertina uteče.
| „               | Nekonečno lásky nebo její egoismus působí, že intelektuální a mravní fyziognomie bytostí, které milujeme, je pro nás právě nejméně definována objektivními kritérii, bez ustání tyto bytosti retušujeme podle svých přání a obav, a nevnímáme je jako něco od sebe odlišného, jsou jen nesmírným a prázdným místem, kam můžeme promítat svoji něhu. | “ |
| — V. díl, s. 88 | |   |

### Zmizelá Albertina
Děj plynule navazuje na předchozí díl. Vypravěč se snaží všemi možnými způsoby přesvědčit Albertinu, aby se k němu vrátila. Albertina se nakonec zabije při pádu z koně. Později se vypravěč doví, že byla rozhodnutá se k němu zase vrátit.

### Čas znovu nalezený
Dlouho po válce se vypravěč rozhodne naposledy navštívit společenský salón. Je už starý a nemocný a vidí, že osoby i prostředí, které kdysi dobře znal, se tak moc změnily, že je už sotva poznává. Navíc zjišťuje, že se společnost proměnila a nyní už se nehledí na to, kdo dříve něco znamenal a kdo ne. Členové rodiny Guermantes jsou zapomenuti a dříve odmítaní zbohatlíci jsou nyní ve středu společenského zájmu. Vypravěč konstatuje, že minulost je zachována už jen v jeho mysli.
Uvědomuje si na konci svého života, že kvůli svým milostným avantýrám a kontaktům s bezvýznamnými lidmi neměl nikdy čas a sílu napsat dílo, které měl v plánu. Teď vidí, že má poslední možnost napsat román vzpomínek, které jinak s jeho smrtí definitivně zmizí. A tak román končí tím, že se jej vypravěč rozhodne napsat. „Ztracený čas“ tak může znamenat nejen dobu, kterou vypravěč promarnil, ale také vzpomínky, které budou nenávratně ztraceny, pokud se nezachovají v paměti nebo v uměleckém díle.
| „                 | Člověk od narození vnímavý, který by neměl žádnou fantazii, by přesto mohl napsat obdivuhodné romány. Utrpení, které by mu způsobili druzí, jeho úsilí, aby se před ním zaštítil, konflikty, do nichž by ho vhánělo toto utrpení a ta krutá osoba, s níž je konfrontován, tohle všechno, interpretováno inteligencí, by se mohlo stát látkou knihy, která by byla nejenom zrovna tak krásná, jako kdyby mohla být výtvorem fantazie, jako kdyby byla vymyšlená, ale která by byla zrovna tak cizí i tomu, o čem by autor snil, když by byl ponechán sám sobě a zůstával by šťasten, podobně překvapivá pro něho samotného a podobně nepředvídaná jako náhodný rozmar fantazie. | “ |
| — VI. díl, s. 508 | |   |

## Styl románu
Hledání ztraceného času je především román složený ze vzpomínek, které se za sebou řadí ve zdánlivě nahodilých asociacích. V úvodní části románového cyklu je to koláček (madlenka), který byl vypravěčovi v dětství servírován v neděli a jehož chuť v jeho mysli opětovně vyvolá vzpomínky na jeho dětské zážitky se všemi obrazy, zvuky, chutěmi i vůněmi a od níž se odvíjí následné vyprávění.

Vzpomínky jsou řazeny zdánlivě volně a nahodile, takže dílo připomíná rozsáhlý labyrint, ve kterém se osoby i témata opakovaně vynořují a zase ztrácejí a čtenář se musí orientovat v množství postav v různých časových liniích. Právě prolínání různých období je velmi složité. Samotná událost popisovaná v knize mnohdy zabírá jen velmi krátký časový úsek, ve kterém však vypravěč vzpomíná na mnoho dalších období tak, jak mu přicházejí na mysl, takže v myšlenkách vybíhá z jednoho bodu do různých údobí svého života, ale třeba i do budoucnosti. Navíc by měl být čtenář alespoň letmo obeznámen s dobovými reáliemi, jako byla Dreyfusova aféra nebo Panamský skandál.
Proustovo dílo je rovněž známé svými velmi dlouhými větami, plnými vsuvek a vedlejších vět, ve kterých autor rozvíjí hlavní a vedlejší motivy, s množstvím narážek a metafor, takže je nutné číst s velkou obezřetností. Např. jeho úvaha nad údělem homosexuálů je obsažena ve větě, která zabírá v českém překladu přes dvě strany.

Rovněž jeho opakované návraty ke stejným situacím, ovšem z odlišných úhlů pohledu, vyžadují od čtenáře značnou pozornost. Velkou péči věnuje Proust též popisům. Na několika stranách může popisovat osobu, její vzhled, držení těla nebo oděv, stejně jako krajinu a přírodu, což připomíná až básně v próze. Tyto popisy předkládá čtenáři, aby svým vlastním pozorováním odhaloval krásu i v nejběžnějším životě.
| „                 | Ve skutečnosti každý čtenář, když čte, je vlastním čtenářem sebe sama. Dílo je jen jakýmsi optickým přístrojem, který spisovatel dává k dispozici čtenáři, aby mu umožnil rozeznat to, co by byl bez této knihy v sobě možná nezahlédl. Fakt, že čtenář pozná to, co kniha říká, v sobě samém, je důkazem její pravdivosti, a totéž platí i obráceně – alespoň v jisté míře, neboť rozdíl mezi oběma texty může být často přičten na vrub nikoli autorovi, ale čtenáři. Navíc kniha může být také pro naivního čtenáře příliš rafinovaná, příliš nesrozumitelná, a může mu nabízet jen jakési zakalené sklíčko, s kterým nebude s to číst. Ale jiné osobní zvláštnosti (jako je homosexualita) mohou zase způsobit, že čtenář, aby četl dobře, má zapotřebí číst určitým způsobem; není důvodu, proč by se tím autor měl cítit dotčen, nýbrž má naopak ponechat čtenáři maximální svobodu tím, že mu řekne: „Podívejte se sám, jestli budete líp vidět s tímhle sklíčkem nebo s oním, anebo třeba s tamtím třetím.“ | “ |
| — VI. díl, s. 519 | |   |

## České překlady
Celý román byl do češtiny poprvé přeložen již v letech 1927–1930 zásluhou překladatele Jaroslava Zaorálka, se kterým spolupracovali Jaroslava Vobrubová-Koutecká (část 1. dílu), Miroslav Jirda (3. díl) a Bohumil Mathesius (část 4. dílu). Náročného úkolu se zhostilo vydavatelství Odeon Jana Fromka a během několika málo let se postupně objevily všechny díly:
- PROUST, Marcel. Hledání ztraceného času. Swann. 1. část. Praha: Odeon (Jan Fromek), 1927.
- PROUST, Marcel. Hledání ztraceného času. Swann. 2. část. Praha: Odeon (Jan Fromek), 1927.
- PROUST, Marcel. Hledání ztraceného času. Ve stínu kvetoucích dívek. Praha: Odeon (Jan Fromek), 1928.
- PROUST, Marcel. Hledání ztraceného času. Ke Guermantům. 1. část. Praha: Odeon (Jan Fromek), 1928.
- PROUST, Marcel. Hledání ztraceného času. Ke Guermantům. 2. část. Praha: Odeon (Jan Fromek), 1928.
- PROUST, Marcel. Hledání ztraceného času. Sodoma a Gomora. Praha: Odeon (Jan Fromek), 1929.
- PROUST, Marcel. Hledání ztraceného času. Uvězněná. Praha: Odeon (Jan Fromek), 1929.
- PROUST, Marcel. Hledání ztraceného času. Zmizelá Albertina. Praha: Odeon (Jan Fromek), 1930.
- PROUST, Marcel. Hledání ztraceného času. Čas nalezený. Praha: Odeon (Jan Fromek), 1930.

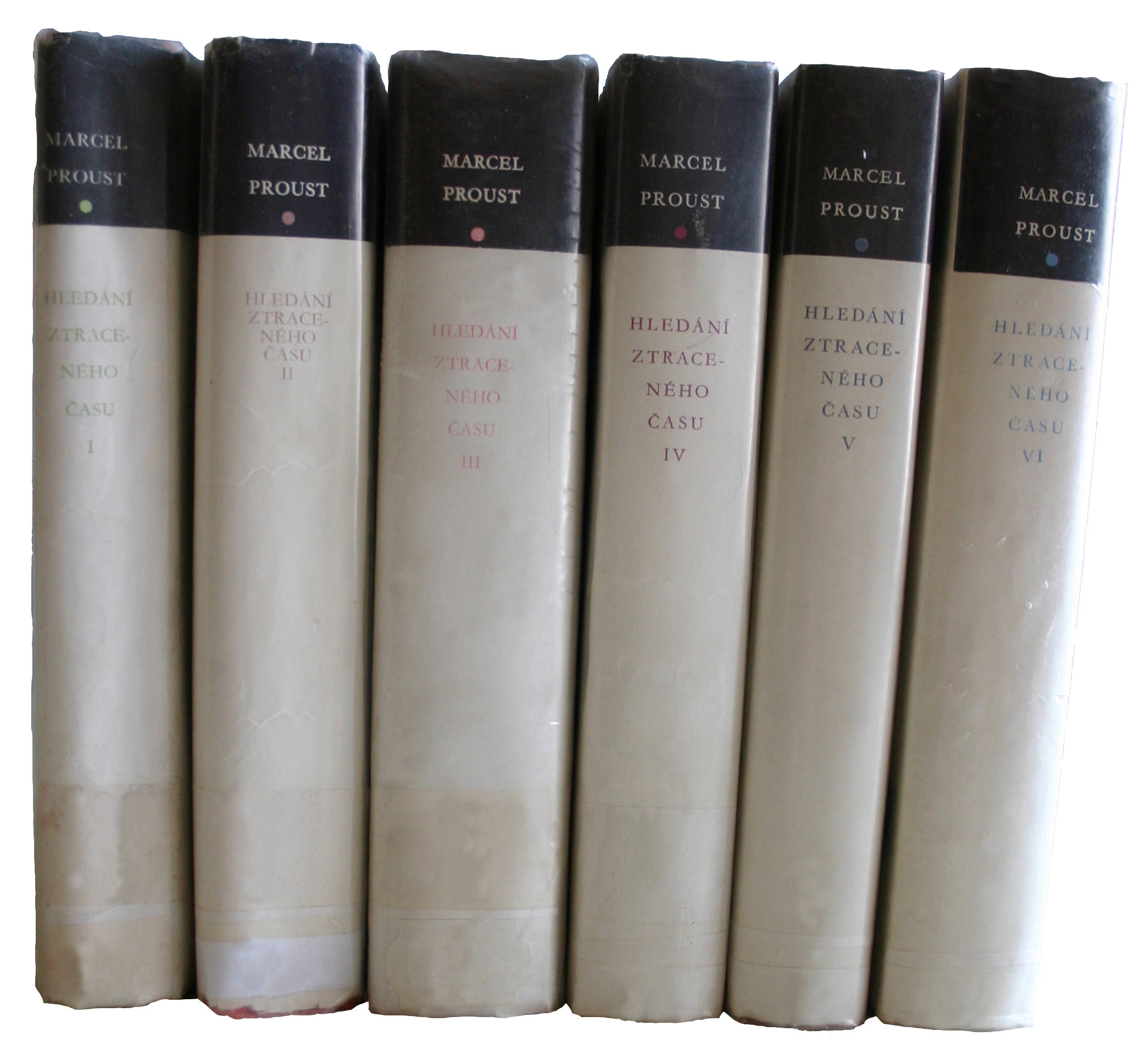
Souborný český překlad v šesti svazcích.

V roce 1964 přeložil Josef Heyduk pouze 2. část 1. dílu Swannova láska. Druhý kompletní překlad vyšel v letech 1979–1988. Podíleli se na něm dva překladatelé: Prokop Voskovec přeložil 1. a 2. díl a po jeho smrti zbývající části dokončil Jiří Pechar. Šestý a sedmý díl vyšel společně v jednom svazku. Také tuto řadu vydalo nakladatelství Odeon, ovšem už jako národní podnik:
- PROUST, Marcel. Hledání ztraceného času I. Svět Swannových. Praha: Odeon, 1979.
- PROUST, Marcel. Hledání ztraceného času II. Ve stínu kvetoucích dívek. Praha: Odeon, 1979.
- PROUST, Marcel. Hledání ztraceného času III. Svět Guermantových. Praha: Odeon, 1980.
- PROUST, Marcel. Hledání ztraceného času IV. Sodoma a Gomora. Praha: Odeon, 1983.
- PROUST, Marcel. Hledání ztraceného času V. Uvězněná. Praha: Odeon, 1985.
- PROUST, Marcel. Hledání ztraceného času VI. Uprchlá; Čas znovu nalezený. Praha: Odeon, 1988.

Tím, že se na překladu podíleli dva autoři, vyskytují se v románu občas dvě označení pro stejnou věc. Např. Proustův koláček je v 1. díle nazýván madlenkou, ale v posledním díle je to piškotový koláček.
V roce 2012 vyšlo nové, sedmidílné vydání, u nakladatelství Rybka Publishers.

## Filmové zpracování
O filmové ztvárnění se pokoušeli Luchino Visconti a Joseph Losey, avšak z finančních důvodů nebyly jejich projekty realizovány. Navzdory své dějové složitosti se román přece jen dočkal zfilmování. V roce 1984 natočil Volker Schlöndorff film Swannova láska (Un Amour de Swann). Film vychází z druhé části prvního dílu a je doplněn i o některé děje z dalších dílů. Hlavní role ztvárnili Jeremy Irons a Ornella Muti, ve vedlejších se objevili např. Alain Delon nebo Fanny Ardant.
V roce 1999 zfilmoval Raúl Ruiz poslední díl románu – Čas znovu nalezený (Le Temps retrouvé) – s Catherine Deneuve v hlavní roli.
V roce 2000 adaptovala velmi volně Chantal Akermanová 5. díl ve filmu Zajatkyně (La Captive).
V roce 2021 natočila Nina Companeezová televizní film À la recherche du temps perdu.
V roce 2021 natočil Christophe Honoré film Svět Guermantových (Guermantes) volně podle 3. dílu.

## Divadlo
V roce 2019 měla v Národním divadle Brno premiéru adaptace díla pod vedením režiséra Jana Antonína Pitínského.